# 元諧 (廣川王)
元諧（5世紀—495年），字仲和，河南郡洛阳县（今河南省洛阳市东）人，魏文成帝拓跋濬之孫，北魏宗室、官员。

## 生平
元諧是廣川王拓跋略之子，父親過世後襲封爵位，太和十九年（495年）五月過世。
拓跋諧過世之時，當時其堂兄孝文帝元宏正在推動漢化改革，因此元宏認為須以古禮奔赴其喪禮，元宏說：「朕與廣川王是為堂兄弟，屬於大功範圍的親屬，因此要用再臨之禮。」乃和群臣討論該如何行再臨之禮才符合制度。元宏又與眾臣討論臨喪之時是否該哭泣等事情。拓跋諧蓋棺大殮之時，元宏親臨並撫其遺體，哀慟至極。
拓跋諧妻子王氏先在平城過世，大臣們又討論是否該遷葬一事，爾後皇帝下詔表示：「遷徙洛陽之人，今後都要葬於在洛陽邙山，不能還葬代北，若婦女在南方過世，其夫先葬在北方，可以返回代北安葬；若丈夫死於洛陽，妻子墳墓在代北，則不能返葬。」後贈拓跋諧武衛將軍官位，下葬之日，元宏親自臨送。

## 家庭

### 夫人
- 中山王氏，侍中、吏部尚书、卫大将军、尚书令、太宰公、中山文宣王王睿之女[1]

### 兒子
- 元灵遵，冠军将军、青州刺史、广川王